# GNOME Games
GNOME Games — набор казуальных компьютерных игр-головоломок, разрабатываемых в рамках проекта GNOME. Ранее входили в единый пакет с одноимённым названием.
Для некоторых игр есть возможность играть по сети, используя сервер GGZ Gaming Zone.

## История
Первая опубликованная версия набора игр GNOME Games была выпущена в декабре 1998 года.
С версии GNOME Games 2.29 изменились имена некоторых игр. Из некоторых имён исключено слово GNOME.
Начиная с версии GNOME Games 3.1.1 от 10 мая 2011 года, набор карточных пасьянсов Aisleriot выделен в отдельный проект.
Проект GNOME Games прекратил своё существование в качестве единого пакета игр в последней версии 3.6.1 от 16 октября 2012 года, так как в последующем, игры, входящие в его состав, стали выпускаться отдельными пакетами: Gnome-Chess (Шахматы), Gnome-Klotski, Gnome-Mahjongg (Маджонг), Gnome-Mines (Сапер), Gnome-Nibbles (Ниблл), Gnome-Robots, Gnome-Sudoku (Судоку), Gnome-Tetravex, Five-or-more, Four-in-a-row, Iagno, Lightsoff, Quadrapassel, Swell-foop, Tali.

## Игры

### Aisleriot / Пасьянс Айслериот
Коллекция карточных пасьянсов: «Паук», «Косынка» (также — «Клондайк») и др. Начиная с версии GNOME Games 3.1, Aisleriot поставляется отдельно от этого пакета. 
Разработчики — Jonathan Blandford, Christian Persch, Ryu Changwoo и др.
- На Викискладе есть медиафайлы по теме Aisleriot

### GAtaxx
Аналог игры Ataxx, последняя версия которого была выпущена в составе пакета GNOME Games 2.16.3 от 28 января 2007 года. Похож на игру Реверси.

### Blackjack / Блек-джек
Азартная игра «Блек-джек». Последняя версия Blackjack была выпущена в составе GNOME Games 2.28.2 от 17 декабря 2009 года.
Разработчики — William Jon McCann и Eric Farmer.
- На Викискладе есть медиафайлы по теме Blackjack

### Gnome-Chess / Шахматы
Chess (glChess) — игра в «Шахматы». Программа основана на «GNU Chess». Написана на языке программирования C и Vala (в более ранних версиях использовался Python), использует GTK+ и Cairo для отображения графического интерфейса. Шахматная доска имеет два режима отображения: двумерный и трёхмерный. 
Разработчики — Robert Ancell и Andreas Røsdal.
- На Викискладе есть медиафайлы по теме glChess

### Five or More / Цветные линии
Аналог игры «Lines». Цель игры — составление линий из пяти и более одноцветных шариков. 
Разработчики — Robert Szokovacs и Szabolcs Bán.
- На Викискладе есть медиафайлы по теме Five or More

### Four-in-a-Row / Четыре в ряд
Игра «Четыре в ряд». В качестве оппонента может выступать другой человек или компьютер. Поддерживает игру по сети. 
Разработчики — Tim Musson и David Neary.
- На Викискладе есть медиафайлы по теме Four-in-a-Row

### Iagno / Ягно
Iagno / Ягно — аналог игры «Реверси». Доступна сетевая игра. 
Разработчик — Ian Peters.
- На Викискладе есть медиафайлы по теме Iagno

### Gnome-Klotski / Клоцки
Клёцки (от пол. klocki — блоки) — головоломка-пазл. Цель игры — вывести определённый блок за пределы игрового пространства. 
Разработчик — Lars Rydlinge.
- На Викискладе есть медиафайлы по теме Klotski

### Lights Off / Выключите свет
Эта игра появилась в версии GNOME Games 2.26. 
Разработчик — Тим Хортон.

### Gnome-Mahjongg / Маджонг
Пасьянс «Маджонг». 
Разработчики: Francisco Bustamante, Max Watson, Heinz Hempe, Michael Meeks, Philippe Chavin, Callum McKenzie.
- На Викискладе есть медиафайлы по теме Mahjongg

### Gnome-Mines / Сапёр
Аналог игры «Сапёр». Цель игры — найти все расположенные на игровом поле мины. 
Разработчик — Szekeres Istvan.
- На Викискладе есть медиафайлы по теме Mines

### Gnome-Nibbles / Змейка
Аналог игры «Snake» («Питон», «Змейка»). Компьютерная игра, в которой игрок управляет змеёй. Змея двигаясь вдоль стен, поедает алмазы и растёт в длину пропорционально количеству съеденных алмазов. Цель игры — набрать как можно больше очков, собирая алмазы. Змея погибает, если сталкивается со стенкой либо сама с собой. Поддерживается сетевая игра. 
Разработчики — Sean MacIsaac, Ian Peters, Andreas Røsdal, Guillaume Beland.
- На Викискладе есть медиафайлы по теме Nibbles

### Quadrapassel / Квадрапасел
Аналог «Тетриса». До версии GNOME Games 2.29 называлась «Gnometris». Сложность игры (скорость падения фигур) возрастает постепенно с количеством убранных линий. 
Разработчик — Marcin Gorycki.
- На Викискладе есть медиафайлы по теме Quadrapassel

### Gnome-Robots / Роботы
Цель игры — не дать роботам поймать себя. Каждый совершённый игроком ход приводит к тому, что роботы теснее и теснее смыкают кольцо вокруг игрока, затрудняя побег. 
Разработчик — Mark Rae.
- На Викискладе есть медиафайлы по теме Robots

### Gnome-Sudoku / Судоку
Цифровая головоломка-пазл «Судоку». Программа написана на языке программирования Python. 
Разработчик — Thomas Hinkle.
- На Викискладе есть медиафайлы по теме Sudoku

### Swell Foop
Ранее называлась Same GNOME. Разработчик — Тим Хортон. Это аналог игры Chain Shot 1985 года выпуска.
- На Викискладе есть медиафайлы по теме Swell Foop

### Tali / Тали
Азартная игра «Покер на костях». Разработчики — Scott Heavner, Orest Zborowski и Geoff Buchan.
- На Викискладе есть медиафайлы по теме Tali

### Gnome-Tetravex / Тетравекс
Цель игры — составить мозаику за отведённое время. 
Разработчик — Lars Rydlinge.
- На Викискладе есть медиафайлы по теме Tetravex